# Don Pendleton
Don Eugene Pendleton (geboren am 12. Dezember 1927 in Little Rock, Arkansas; gestorben am 23. Oktober 1995 in Sedona, Arizona) war ein amerikanischer Schriftsteller, bekannt vor allem durch die Actionthrillerserie The Executioner (deutsch als Der Mafia-Killer).

## Leben
Pendleton war der Sohn des Maschinisten Louis Thomas Pendleton und von Drucy Valentine. Während des Zweiten Weltkriegs diente er als Marinefunker und erhielt für seinen Einsatz in Iwojima die Naval Commendation Medal. 1947 nahm er seinen Abschied und arbeitete bis 1957 als Telegraphist für die Southern Pacific Railroad, unterbrochen durch einen erneuten Dienst in der US Navy während des Koreakriegs. Von 1957 bis 1960 arbeitete er für die Federal Aviation Administration an der Westküste. Von 1961 bis 1967 war er leitender Ingenieur bei verschiedenen Avionikunternehmen, namentlich 1961–1964 bei Martin Marietta in Denver, 1964–1966 für General Electric an der Mississippi Test Facility der NASA und 1966–1967 für Lockheed Martin in Georgia. In diesen Positionen war er beteiligt am Titan-ICBM-Projekt, am Mondflugprogramm und an der Entwicklung der C-5 Galaxy.
1967 verabschiedete Pendleton sich von der Avionik und wandte sich der Schriftstellerei zu. Von 1967 bis 1970 war er zudem Chefredakteur des Orion Magazine, einer Zeitschrift für esoterisch-spekulativen Themen.
Er hatte schon Ende der 1950er Jahre zu schreiben begonnen, anfangs vor allem unter dem Pseudonym Stephan Gregory, unter dem er 1960 seinen ersten Roman Frame Up, Fresno und 1967 fünf Romane mit dem Detektiv Stewart Mann verfasste, mit mehr oder minder stark erotischem Einschlag, was sich in entsprechenden Covern und saftigen Werbesprüchen („I was surrounded by 30 sex-starved, incredibly beautiful women whose desires knew no limits“) ausdrückt. Einige der Romane sollen allerdings vom Herausgeber mit zusätzlichen Sex-Szenen „aufgepeppt“ worden sein.
1968 schrieb Pendleton – wieder als Stephan Gregory – eine Serie mit 11 „Sexualratgebern“, zum Beispiel The Sexually Insatiable Female, aber auch hier schon gibt es eine Reihe von Titeln, die der Verbindung von Sexualität einerseits und Themen der Spiritualität, Esoterik und des Okkultismus andererseits gewidmet sind. Mit diesen metaphysischen Themen hat Pendleton sich vor allem in den Veröffentlichungen seiner späten Jahre intensiv beschäftigt und bereits 1979 bekundete er: „Mein alles andere beherrschendes Interesse im Leben gilt der Metaphysik. All mein Schreiben ist Ausdruck dieses Interesse.“
1969 erschien War Against the Mafia, der erste Roman mit dem Executioner Mack Bolan, der Pendletons mit Abstand erfolgreichster Romanheld werden sollte. Bolan ist ein Vietnamveteran, ein dekorierter Scharfschütze, ähnlich wie John Rambo sehr versiert in der Kunst des Tötens, dessen Familie zum Opfer einer Tragödie wird, für welche die Mafia verantwortlich ist. Bolan begibt sich nun auf einen Rachefeldzug quer durch Amerika, die Städte seines Wirkens erscheinen oft alliterierend im Titel (Miami Massacre, Nightmare in New York, Vegas Vendetta usw.). 
Pendleton selbst schrieb 38 Mack-Bolan-Romane, bis er 1980 Mack Bolan und den Autorennamen Don Pendleton an Gold Eagle, einen Imprint des kanadischen Verlags Harlequin’s Worldwide Library lizenzierte. Fortan wurde Don Pendleton als Verlagspseudonym für die ursprüngliche Executioner-Serie sowie deren Spin-offs (Phoenix Force und Stony Man) verwendet. Es entstanden so insgesamt über 600 Romane (Stand 2018). Die Romanserie wurde in 25 Sprachen übersetzt mit einer weltweiten Gesamtauflage von über 200 Millionen Exemplaren. Die Reihe gilt als prototypisch für das Genre des Action/Adventure, des blutig-überdrehten Pulp-Fiction-Abenteuers für Männer, dessen Erfindung Pendleton für sich reklamierte. 
Will Murray erkannte das an und schrieb über die Executioner-Serie: „Don Pendleton hat den Kampfsoldaten in den Großstadtdschungel verpflanzt und damit ein Subgenre des Kriminalromans geschaffen.“ 
Der Erfolg zog zahlreiche Nachahmer an, insbesondere aus dem Genre der Sexpionage-Romane, zum Beispiel Cherry Delight: The Sexecutioner. Die ersten 15 Mack-Bolan-Romane erschienen in deutscher Übersetzung bei Heyne.
Weitere Serienhelden Pendletons waren Ashton Ford, ein paranormal begabter Detektiv, und Joe Copp, ein Hardboiled Detective, der in Los Angeles erfolgreich im Dreieck von perversem Sex, Serienmördern und politischer Korruption zu navigieren weiß.
Neben seinen Action- und Detektivgeschichten schrieb Pendleton auch einige Science-Fiction-Romane, darunter 
- The Olympians (1969), in naher Zukunft mit den Themen Politik, Korruption und Sex beschäftigt,
- 1989 : Population Doomsday (1970), Dystopie einer übervölkerten Welt,
- The Guns of Terra 10 (1970), als Die Kanonen von TERRA 10 auch deutsch erschienen, wo eine Alien-Invasion die Erde bedroht, und
- The Godmakers (1970), mit einer Mischung aus Action, Agenten mit Psi-Kräften, kosmischem Bewusstsein – und Sex.

Die SF von Pendleton wird als spannend, routiniert und weitgehend konventionell klassifiziert. 
Pendleton heiratete 1947 Marjorie Williamson, mit der er zwischen 1948 und 1963 vier Söhne und zwei Töchter hatte. Seit 1985 war er mit seiner zweiten Form Linda verheiratet, mit der er in seinen späteren Jahren auch mehrfach zusammenarbeitete. 1995 ist Pendleton im Alter von 67 Jahren gestorben.

## Bibliografie
Die Serien sind nach dem Erscheinungsjahr des ersten Teils geordnet.
Stewart Mann (Romanserie, als Stephan Gregory)
- The Insatiables (1967)
- The Sex Goddess (1967)
- Madame Murder (1967)
- The Sexy Saints (1967)
- The Hot One (1967)

Sexualratgeber (als Stephan Gregory)
- How to Achieve Sexual Ecstasy (1968)
- The Sexually Insatiable Female (1968)
- Hypnosis and the Sexual Life (1968)
- Religion and the Sexual Life (1968)
- Society and the Sexual Life (1968)
- Sex and the Supernatural (1968)
- ESP and the Sex Mystic (1968)
- Dialogues on Human Sexuality (1968)
- Secret Sex Desires (1968)
- The Sexuality Gap (1968)
- Hypnosis and the Free Female (1968)

Mack Bolan : The Executioner / Der Mafia-Killer (Romanserie)
- War Against the Mafia (1969)
  - Deutsch: Auftakt zum Todestanz. Heyne-Bücher #1469, 1972.
- Death Squad (1969)
  - Deutsch: Die Todesmannschaft. Heyne-Bücher #1478, 1972.
- Battle Mask (1970)
  - Deutsch: Das Girl vom Boss. Heyne-Bücher #1488, 1972.
- Miami Massacre (1970)
  - Deutsch: Massaker in Miami. Heyne-Bücher #1501, 1972.
- Continental Contract (1971)
  - Deutsch: Todesspiel mit leichten Mädchen. Heyne-Bücher #1512, 1973.
- Assault on Soho (1971)
  - Deutsch: Die Todesfalle in der Folterkammer. Heyne-Bücher #1531, 1973.
- Nightmare in New York (1971)
  - Deutsch: Todesschatten über New York. Übersetzt von Günter Hehemann. Heyne-Bücher #1545, 1973.
- Chicago Wipe-Out (1971)
  - Deutsch: Todesgrüsse aus der Hölle. Heyne-Bücher #1561, 1973, ISBN 3-453-10150-2.
- Vegas Vendetta (1971)
  - Deutsch: Todesurlaub in Las Vegas. Übersetzt von Günter Hehemann. Heyne-Bücher #1575, 1974, ISBN 3-453-10164-2.
- Caribbean Kill (1972)
  - Deutsch: Todeskarussell unter Palmen. Heyne-Bücher #1591, 1974, ISBN 3-453-10181-2.
- California Hit (1972)
  - Deutsch: Todes-Hit in Kalifornien. Heyne-Bücher #1604, 1974, ISBN 3-453-10195-2.
- Boston Blitz (1972)
  - Deutsch: Todesschatten über Boston. Übersetzt von Günter Hehemann. Heyne-Bücher #1619, 1974, ISBN 3-453-10211-8.
- Washington I.O.U. (1972)
  - Deutsch: Todesabenteuer in Washington. Übersetzt von Günter Hehemann. Heyne-Bücher #1632, 1975, ISBN 3-453-10224-X.
- San Diego Siege (1972)
  - Deutsch: Todeskommando in San Diego. Übersetzt von Günter Hehemann. Heyne-Bücher #1646, 1975, ISBN 3-453-10258-4.
- Panic In Philly (1973)
  - Deutsch: Todespanik in Philadelphia. Übersetzt von Günter Hehemann. Heyne-Bücher #1657, 1975, ISBN 3-453-10245-2.
- Jersey Guns (1974)
- Texas Storm (1974)
- Detroit Deathwatch (1974)
- New Orleans Knockout (1974)
- Firebase Seattle (1975)
- Hawaiian Hellground (1975)
- Canadian Crisis (1975)
- St. Louis Showdown (1975)
- Colorado Kill-Zone (1976)
- Acapulco Rampage (1976)
- Dixie Convoy (1976)
- Savage Fire (1977)
- Command Strike (1977)
- Cleveland Pipeline (1977)
- Arizona Ambush (1977)
- The Executioner’s War Book (1977)
- Tennessee Smash (1978)
- Monday’s Mob (1978)
- Terrible Tuesday (1979)
- Wednesday’s Wrath (1979)
- Thermal Thursday (1979)
- Friday’s Feast (1979)
- Satan’s Sabbath (1980)
- Mack Bolan : The Executioner (1993, Comicserie, 3 Teile, mit Linda Pendleton)

Ashton Ford (Detektivromanserie)
- Ashes to Ashes (1986)
- Eye to Eye (1986)
- Mind to Mind (1987)
- Life to Life (1987)
- Heart to Heart (1987)
- Time to Time (1988)

Joe Copp (Detektivromanserie)
- Copp for Hire (1987)
- Copp on Fire (1988)
- Copp in Deep (1989)
- Copp in the Dark (1990)
- Copp on Ice (1991)
- Copp in Shock (1992)

Einzelromane
- Frame Up, Fresno (1960, als Stephan Gregory)
- All the Trimmings (1966, als Stephan Gregory)
- The Huntress (1966, als Stephan Gregory) (1966)
- Color Her Adultress (1967, als Stephan Gregory)
- All Lovers Accepted (1968, als Stephan Gregory)
- Revolt! (1968, auch als Civil War II: The Day it Finally Happened!, 1971)
- The Olympians (1969)
- Cataclysm : The Day the World Died (1969)
- The Guns of Terra 10 (1970)
  - Deutsch: Die Kanonen von TERRA 10. Pabel-Moewig (Terra Astra #69), 1972.
- 1989 : Population Doomsday (1970, auch als Population Doomsday, 1974)
- The Godmakers (1970, als Dan Britain, Neuausgabe als Don Pendleton, 1974)
- The Linz Testament (1988, mit Lewis Perdue)
- Roulette: The Search for the Sunrise Killer (2000, mit Linda Pendleton)

Lyrik
- The Search (1967)
- The Place (1967)

Sachliteratur
- The Truth about Sex (1969)
- Whispers from the Soul: The Divine Dance of Consciousness (2003, mit Linda Pendleton)
- The Metaphysics of a Novel: The Inner Workings of a Novel and Novelist (2003, mit Linda Pendleton)
- The Cosmic Breath: Metaphysical Essays of Don Pendleton (2010, E-Bool, Einleitung von Linda Pendleton)
- To Dance With Angels : An amazing journey to the heart with the phenomenal Thomas Jacobson and the grand spirit, Dr. Peebles (2011, mit Linda Pendleton)
- A Search for Meaning From the Surface of a Small Planet (2012)